# Anselm Lürzer von Zechenthal

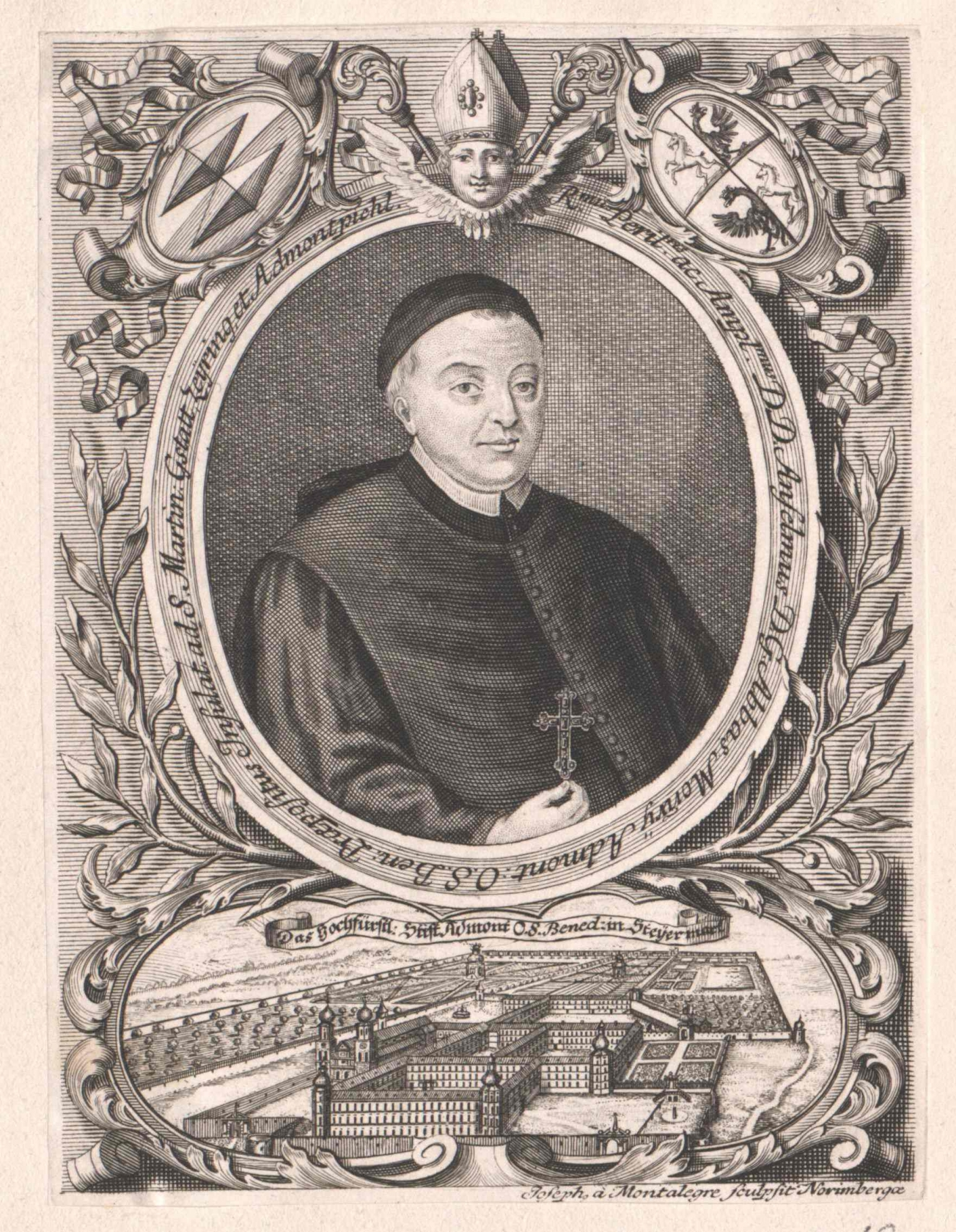
Anselm Lürzer von Zechenthal (Stich von Joseph à Montalegre)

Anselm Lürzer von Zechenthal, OSB (Ordensname), eigentlich Paris Balthasar Lürzer von Zechenthal (* 31. Juli 1661 in Sankt Gilgen; † 8. Mai 1718 in Admont), war ein salzburgischer römisch-katholischer Geistlicher und von 1707 bis 1718 Abt der Benediktinerabtei St. Blasius zu Admont.

## Abstammung und Familie
Anselm Lürzer von Zechenthal entstammte der salzburgischen Beamtenfamilie Lürzer. Seine Eltern waren Balthasar Lürzer, Hochfürstlich salzburgischer Hofkammerrat und Pflegsverweser zu Hüttenstein, und Anna, geb. Zechender. Kaiser Leopold I. verlieh dem Vater am 1. Juli 1671 den rittermäßigen Reichsadel mit dem Prädikat „von Zechenthal“ und einer Wappenbesserung.

## Leben und Wirken
Lürzer von Zechenthal studierte an der Benediktineruniversität Salzburg und der Jesuitenuniversität Graz Theologie und promovierte in Graz. Noch vor Abschluss seines Studiums trat er 1682 in das Benediktinerkloster Admont ein und erhielt 1687 die Priesterweihe. Im Kloster war er anfangs als Archivar, Sekretär des Abtes, Hofmeister und Kellermeister tätig. Zugleich wurde Lürzer von Zechenthal aber ab 1688 auch Pfarrvikar in Weng im Gesäuse und später auch in Hall bei Admont. Im Jahr 1695 wurde ihm das Pfarramt Kammern im Liesingtal übertragen. Dennoch blieb er weiterhin im Dienste des Stifts Admont und vertrat dieses mehrfach in Wien, Graz und Salzburg. Seine Tätigkeit wurde mit der Ernennung zum apostolischen Protonotar und dem kleinen Palatinat gewürdigt.

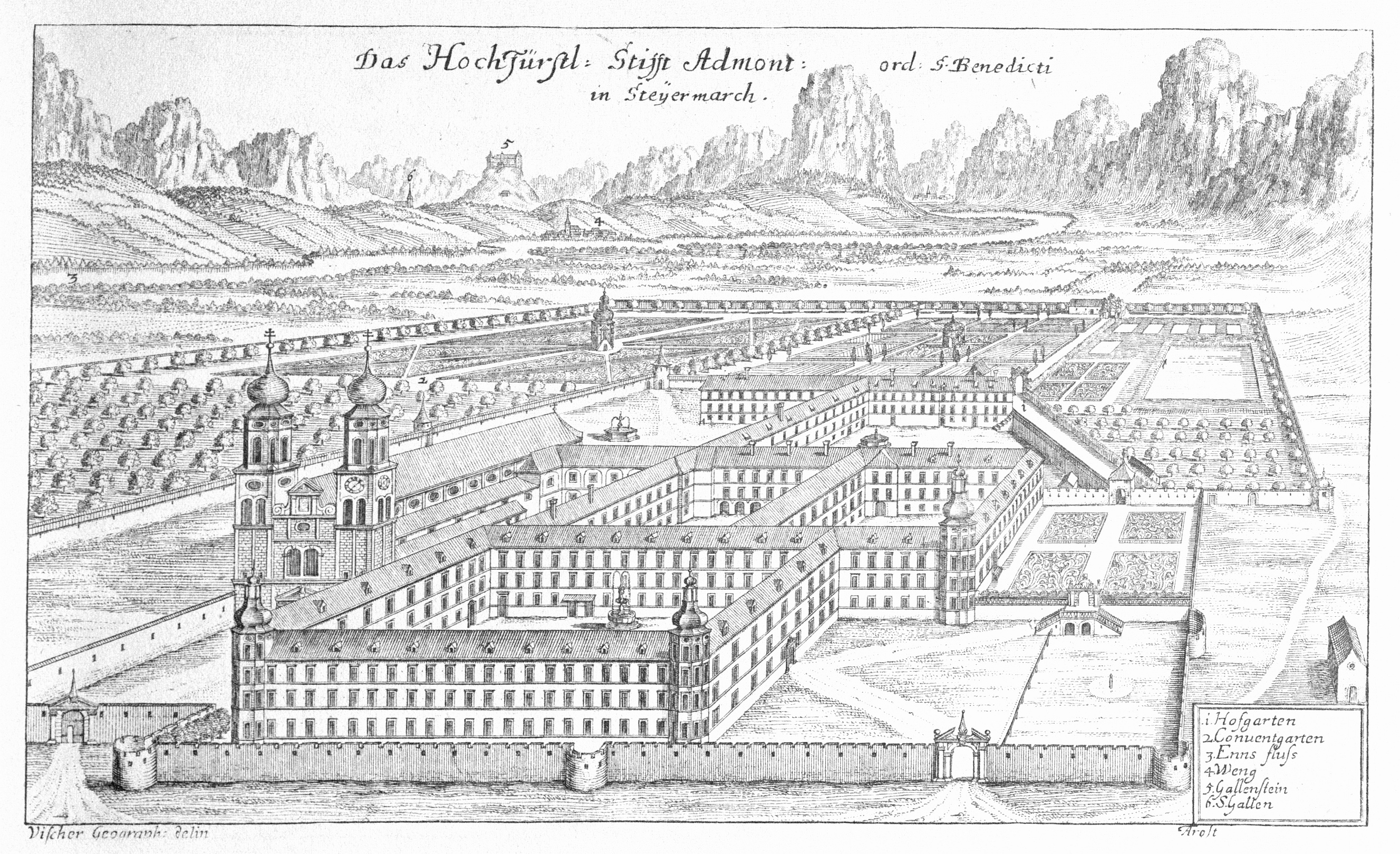
Das Stift Admont im Jahr 1681 (Stich von Georg Matthäus Vischer)

Im Jahr 1707 wurde Lürzer von Zechenthal zum 52. Abt des Stifts Admont gewählt. Die Salzburger Benediktinerkongregation wählte ihn zum Visitator und die Benediktineruniversität in Salzburg zum Präses ihres Präsidiums.
Als Abt des Stifts Admont gehörte Lürzer von Zechenthal dem Landtag der Steiermark an. Im Jahr 1712 wählten ihn die Landstände zu ihrem Abgeordneten. Er vertrat das Land mehrfach an den Höfen der Kaiser Joseph I. und Karl VI. in Wien.
Die abgebrannten Franziskanerklöster in Judenburg und Radkersburg ließ Lürzer von Zechenthal wiederherstellen und stattete das Kapuzinerkloster Irdning aus Dubletten der Bibliothek des Stifts Admont mit Büchern aus. Gleichzeitig ließ er im Jahr 1712 das alte Refektorium des Stifts Admont schleifen und an gleicher Stelle im barocken Stil neu errichten.
Das bereits bestehende öffentliche Stiftsgymnasium Admont erweiterte er um philosophische und theologische Ausbildungsgänge.
Lürzer von Zechenthal begründete 1713 mit der Fußwaschung am Gründonnerstag und der damit verbundenen Bewirtung der Apostel einen heute noch im Stift Admont geübten Brauch.
Zum Dank dafür, dass eine 1712 in der Umgebung von Admont grassierende Viehseuche das Stift und den Ort weitgehend verschont hatte, ließ er vor dem Kloster eine Mariensäule errichten. Den Auftrag zur Fertigung der Skulpturen erteilte er dem Bildhauer Georg Christoph Winkler. Als Kirchenmann seiner Zeit bewies Lürzer von Zechenthal jedoch auch Sinn für weltliche Kunst. Im Rahmen der Gartengestaltung des Klosters beauftragte er 1716 den Bildhauer Marx Schokotnigg die barocken Statuen der Flora, Ceres und Diana anzufertigen.
Das Familienwappen der Lürzer von Zechenthal besitzt einen gevierteten Schild, der in den in Blau gehaltenen Feldern 1 und 4 ein silbernes Einhorn auf grünem Berg und in den Feldern 2 und 3 einen aus der Spaltungslinie hervorwachsenden schwarzen, goldgekrönter Adler auf goldenem Grund zeigt.

## Abbildungen
- Anselm Lürzer von Zechenthal, Abt von Admont. In: Österreichische Nationalbibliothek. Porträtsammlung.
- Das Benediktinerstift Admont. In: Bernhard Peter: Galerie. Photos schöner alter Wappen Nr. 2177. Admont (Bundesland Steiermark, Österreich).